# مطار بلد الوليد
مطار بلد الوليد (إياتا: VLL, إيكاو: LEVD) هو مطار يقع في بلدية فيلانوبلا، على بعد عشرة كيلومترات شمال غرب بلد الوليد. (قشتالة وليون، إسبانيا).
يتقاسم المطار المدني المساحة مع قاعدة جوية تابعة للقوات الجوية والفضائية الإسبانية تسمى (قاعدة فيلانوبلا الجوية). وهو اليوم أكبر مطار وأكثرها ازدحامًا في قشتالة وليون (يتفوق إلى حد كبير على ليون وسالامانكا وبورجوس).
يفتح المطار أبوابه من الساعة 8:30 صباحاً إلى الساعة 21:15 ليلاً بالتوقيت المحلي.

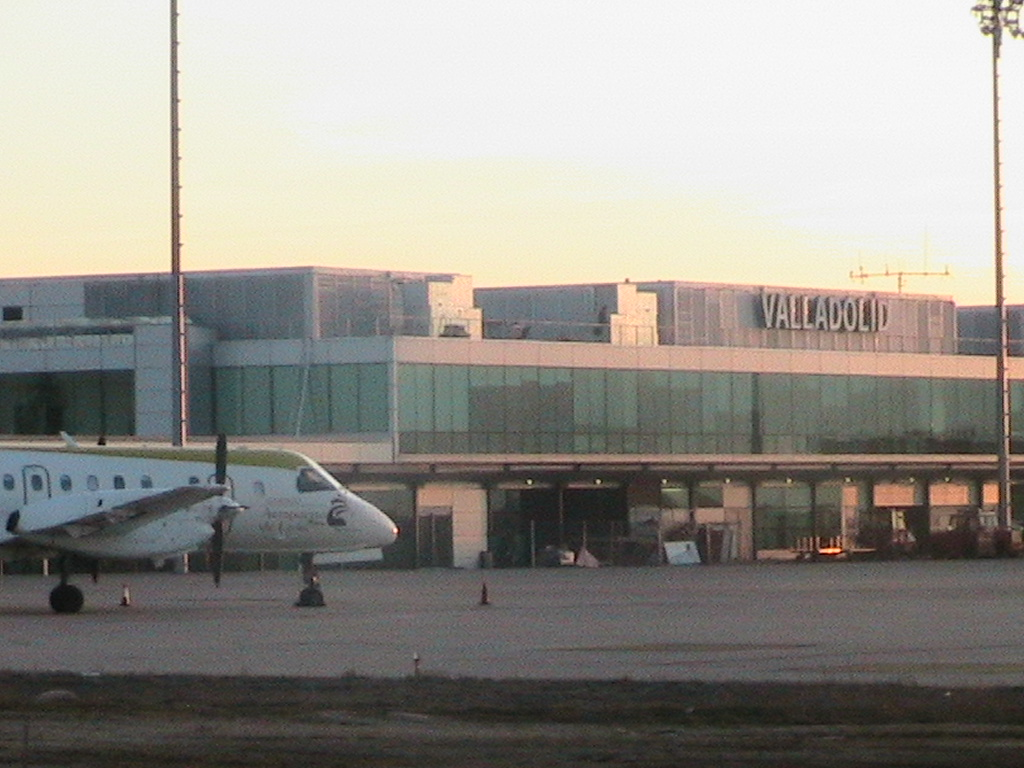
المحطة الجوية

## التاريخ
افتُتح المطار في عام 1938 في فيلانوبلا، وهي بلدة صغيرة تبعد 11 كم عن بلد الوليد. وقد تم تجديده في أعوام 1952 و1972 و1982 و1990 و2000.
في عام 1939، بعد نهاية الحرب الأهلية وبالفعل خلال عهد فرانكو، تم إنشاء اللواء الجوي الأول في المطار، لم يصبح المطار الوحيد في بلد الوليد فحسب، بل أدت هذه الحركة أيضًا إلى إغلاق باب حركة المرور المدنية في المدينة منذ عام 1936.
في عام 1940، تم إنشاء الفوج السادس عشر، مما أدى إلى زيادة الملحق العسكري للمطار. وتتويجاً لذلك، وبعد مرور عام، تم إنشاء الفوج 33، الذي انتهى به التموين العسكري في المكان، حتى اللحظة.
بعد انتهاء الحرب الأهلية، قام نظام فرانكو الجديد بتعيين كتائب من العمال للعمل في أعمال تحسين المطارات. تم حشر حوالي ثلاثمائة سجين في ثكنات بدون ماء للاستخدام الشخصي، وبدون أسرة أو حصير .
استغرق الأمر عشر سنوات حتى عام 1946 عندما أُعلن عن فتح المطار بشكل نهائي أمام حركة المرور المدنية مرة أخرى.
ومع ذلك، كان لا يزال يتعين علينا الانتظار ثلاث سنوات أخرى، في منتصف عام 1949، عندما تم افتتاح ريال ايرو كلوب، الذي لا يزال مبناه قائمًا، ويضم الكافتيريا الوحيدة في الهواء الطلق في المطار.
بعد بضع سنوات، خلال عامي 1951 و1952، تم تنفيذ ضغط المدرج، للسماح بالانتقال من المدرج التقليدي الترابي والعشبي إلى مدرج أكثر مقاومة بكثير وقادر على تحمل وزن أكبر لطائرات الهبوط؛ وكتكملة، تم تجهيز المطار بمساعدات الإضاءة الجديدة لتسهيل عمليات الهبوط في ظروف الرؤية المنخفضة.
ومع ذلك، فإن الإلغاء الجديد لتصاريح استخدام المطار قلل من احتمالات تحسين مطار بلد الوليد وجعله يتماشى مع مطارات المدن المماثلة.
وفي 26 مايو 1969، تم افتتاح خط الطيران بين بلد الوليد وبرشلونة.
في عام 1970، بدأت شركة أفياكو في تشغيل الرحلات الجوية. في عام 1982، تم تركيب نظام الهبوط الأوتوماتيكي من الفئة الأولى على المدرج 23. وتم توسيع المدرج في عام 1990.
في منتصف التسعينيات، قامت شركة أفياكو بتشغيل رحلات جوية إلى مطار باريس أورلي باستخدام طائرات إم دي 88.

### التاريخ الحديث
تم افتتاح محطة الركاب الجديدة في عام 2000، وتتمثل ميزاتها الرئيسية في تصميمها النظيف والعملي، والذي تم التأكيد عليه من خلال الرحابة والعديد من العناصر الجمالية الممتعة. خلال السنوات الأخيرة، مع وصول شركات الطيران منخفضة التكلفة، زادت أعداد الركاب بشكل كبير، وخاصة في مجال الرحلات السياحية والعطلات. توفر المحطة الجوية جميع وسائل الراحة المعتادة التي يتوقعها المسافرون، بما في ذلك متجر معفى من الرسوم الجمركية ومقهى ومطعم وأجهزة الصراف الآلي وخدمات المعلومات.
خلال العقد الأول من القرن الحادي والعشرين، قامت الخطوط الجوية الفرنسية بتشغيل رحلتين يوميًا إلى مطار باريس شارل ديغول.

## شركات الطيران والوجهات
قائمة شركات الطيران التي تعمل على تشغيل رحلات جوية في المطار:
| شركات الطيران | الوجهات                                                                           |
| ------------- | --------------------------------------------------------------------------------- |
| بينتر كنارياس | غران كناريا                                                                       |
| ايبيريا       | برشلونة الرحلات الموسمية: غران كناريا، لانزاروت، بالما دي مايوركا، تنريفي الشمالي |
| رايان إير     | برشلونة الرحلات الموسمية: بالما دي مايوركا                                        |

## إحصائيات
عدد المسافرين وحركة الطائرات منذ عام 2000:
| السنوات | عدد المسافرين |
| ------- | ------------- |
| 2000    | 207,000       |
| 2001    | 195,000       |
| 2002    | 205,000       |
| 2003    | 232,000       |
| 2004    | 442,000       |
| 2005    | 445,000       |
| 2006    | 458,000       |
| 2007    | 512,929       |
| 2008    | 479,716       |
| 2009    | 365,683       |
| 2010    | 392,683       |
| 2011    | 462,477       |
| 2012    | 378,419       |
| 2013    | 260,271       |
| 2014    | 223,587       |
| 2015    | 218,293       |
| 2016    | 231,868       |
| 2017    | 227,269       |
| 2018    | 253,271       |
| 2019    | 249,224       |
| 2020    | 71,685        |
| 2021    | 102,543       |
| 2022    | 172,006       |
| 2023    | 208,923       |

| السنوات | عدد الرحلات |
| ------- | ----------- |
| 2000    | 8,692       |
| 2001    | 8,510       |
| 2002    | 8,169       |
| 2003    | 8,192       |
| 2004    | 11,386      |
| 2005    | 12,056      |
| 2006    | 11,582      |
| 2007    | 14,093      |
| 2008    | 13,002      |
| 2009    | 9,233       |
| 2010    | 8,969       |
| 2011    | 9,077       |
| 2012    | 6,520       |
| 2013    | 4,591       |
| 2014    | 4,388       |
| 2015    | 4,650       |
| 2016    | 4,419       |
| 2017    | 5,089       |
| 2018    | 5,032       |
| 2019    | 5,670       |
| 2020    | 2,843       |
| 2021    | 5,651       |
| 2022    | 7,278       |
| 2023    | 6,533       |

| السنوات | بالطن   |
| ------- | ------- |
| 2000    |         |
| 2001    |         |
| 2002    |         |
| 2003    |         |
| 2004    | 678,217 |
| 2005    | 303,454 |
| 2006    | 120,804 |
| 2007    | 31,012  |
| 2008    | 34,650  |
| 2009    | 75,174  |
| 2010    | 31,890  |
| 2011    | 46,200  |
| 2012    | 18,756  |
| 2013    | 28,514  |
| 2014    | 21,744  |
| 2015    | 78,704  |
| 2016    | 29,862  |
| 2017    | 25,545  |
| 2018    | 149,687 |
| 2019    | 10,849  |
| 2020    | 5,551   |
| 2021    | 1,988   |
| 2022    | 6,967   |
| 2023    | 6,120   |